# Тхалі
Тхалі (гінді थाली) — страва індійської і непальської кухні. У Непалі також відоме під назвою дав-бат (неп. दाल भात — від слів дав — сочевичний суп і бат — варений рис).
Існує безліч варіантів приготування тхалі, склад страви залежить від регіону, традицій і наявних продуктів. Основні компоненти тхалі — варений рис і дав (густий суп-пюре з сочевиці). У тих регіонах, де рис не росте, замість нього може використовуватися інша крупа, наприклад гречка.
Тхалі подається на круглому підносі (слово тхалі в перекладі означає піднос), в центрі якого знаходиться рис, а по колу розставлені металеві миски, що містять дав, овочі, карі, різні дрібні гарніри і приправи. До складу тхалі можуть входити чатні, індійські пікулі і червоний перець. Також до тхалі подаються коржі (наприклад, пападам або чапаті) і йогурти (для пом'якшення гострого смаку).

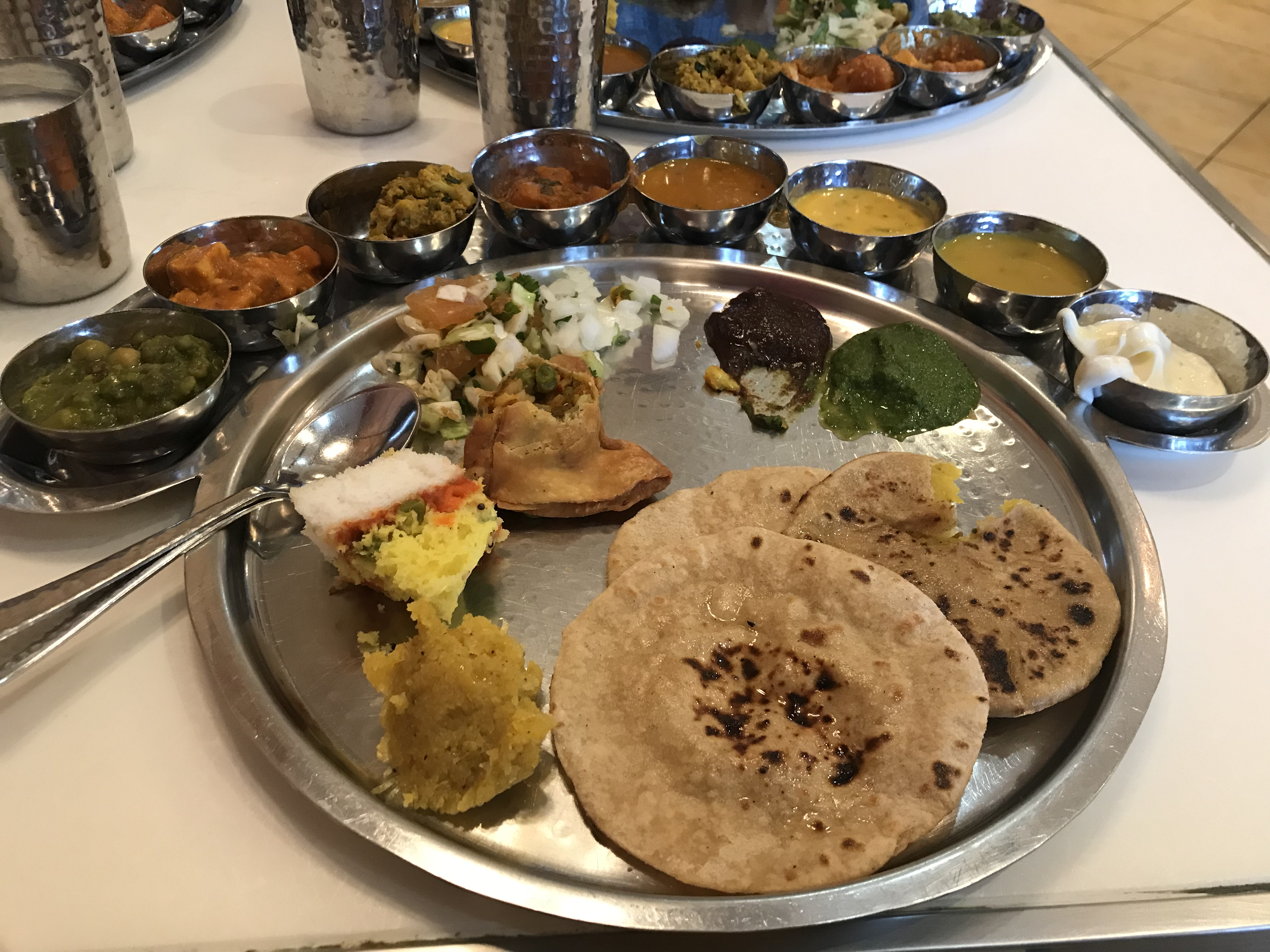
Індійський вегетаріанське тхали

Як правило, тхалі складається з вегетаріанської їжі, проте, зустрічаються і його невегетаріанські варіанти — наприклад, з курячим карі.
Існують спеціальні тарілки для тхалі, що являють собою велике кругле металеве блюдо, розділене на сегменти. При використанні такої тарілки піднос і миски не потрібні — компоненти тхалі розкладаються у сегменти тарілки. У Південній Індії сервірування іноді проводиться на великому банановому листку.
У непальців прийнято їсти тхалі руками, але для туристів зазвичай подають столові прилади.
Традиційною особливістю тхалі, якої дотримуються у багатьох непальських ресторанах, є необмежений розмір порцій — офіціант приносить добавку поки відвідувач не насититься.

## У культурі
Страву, яка складається з різноманітних компонентів (гірких, солоних, солодких, кислих…), жителі Індії образно порівнюють із виниклим у 1940-х роках так званим Боллівудом, індійським кінематографом, який також складається з різних елементів: «гарячих танців, солодкоголосого співу, яскравої акторської гри».